# Multicultura
Multicultura é um canal de televisão brasileiro pertencente a Fundação Padre Anchieta, que, por sua vez, é operada pelo Governo do Estado de São Paulo.

## História
A emissora foi criada e estreou sua programação em 26 de agosto de 2009 com a denominação Multicultura, formando uma  multiprogramação de televisão digital no país, junto a Univesp TV que, ao lado da TV Cultura, passaram a compor a nova oferta de canais de televisão da Fundação Padre Anchieta. O canal pode ser sintonizado pelo aplicativo Cultura Digital, e também por streaming no site oficial. Na televisão, a emissora é sintonizada no canal 2.3 na Grande São Paulo.
Em 15 novembro de 2014 é renomeado para Multicultura Educação (MCE TV). Em 7 de maio de 2018 voltou a utilizar somente o nome MultiCultura.
Em 2 de abril de 2020, passou a se chamar TV Cultura Educação, exibindo aulas ministradas por professores para alunos da rede pública estadual, mediante a programação do Centro de Mídias da Educação de São Paulo, iniciativa da Secretaria Estadual de Educação com o objetivo de apoiar os estudos à distância, de forma interativa, durante o fechamento de escolas no estado devido a recomendação de isolamento social em virtude da pandemia do novo coronavírus no Brasil. Pouco tempo depois, o canal passou a se denominar TV Educação.
Em outubro de 2023, o canal voltou a se denominar Multicultura, passando também a transmitir alguns programas da TV Cultura.[carece de fontes?]